# Logic triết học
Logic triết học đề cập đến những lĩnh vực triết học trong đó các phương pháp logic được công nhận theo truyền thống đã được sử dụng để giải quyết hoặc thúc đẩy các cuộc thảo luận về các vấn đề triết học. Trong số này, Sybil Wolfram nhấn mạnh nghiên cứu về lập luận, ý nghĩa và sự thật, trong khi Colin McGinn trình bày bản sắc, sự tồn tại, sự tiên đoán, sự cần thiết và sự thật là chủ đề chính của cuốn sách về chủ đề này.
Logic triết học cũng giải quyết các phần mở rộng và giải pháp thay thế cho logic "cổ điển" truyền thống được gọi là logic "phi cổ điển". Những điều này nhận được nhiều sự chú ý hơn trong các văn bản như Logic triết học của John P. Burgess, Blackwell đồng hành với logic triết học,  hoặc Sổ tay về logic triết học  do Dov M. Gabbay và Franz Guenthner biên tập.